# Antoni Szymborski
Antoni Szymborski (ur. w 1831 w Czartkach Wielkich, zm. w marcu 1881 w Warszawie) – polski pamiętnikarz, powstaniec wielkopolski (1848) i styczniowy. Dziadek poetki Wisławy Szymborskiej (1923–2012).

## Życiorys
Pochodził z rodziny ziemiańskiej, urodził się w Czartkach Wielkich koło Kalisza jako pogrobowy syn powstańca listopadowego, Antoniego. W 1848, w czasie Wiosny Ludów porzucił szkołę i wyjechał do Wielkiego Księstwa Poznańskiego, gdzie wziął udział w powstaniu. Po jego upadku więziony w poznańskiej Cytadeli, twierdzy w Kostrzynie i twierdzy magdeburskiej. Rok później rozpoczął podróż po Europie, w trakcie której odwiedził m.in.: Węgry, gdzie walczył pod dowództwem Józefa Bema w powstaniu węgierskim, Włochy, Szwajcarię i Turcję. Później udał się do USA. W 1863 wrócił do Królestwa Polskiego, by wziąć udział jako dowódca partii w powstaniu styczniowym. Po jego klęsce więziony przez dwa i pół roku w Cytadeli Warszawskiej. Dnia 13 czerwca 1868 ożenił się, a w dwa lata później urodził się jego syn Wincenty; żona niebawem go opuściła, zabierając syna. Pod koniec lat 70. XIX wieku przyjął posadę rządcy w majątku Duchnice, zmarł w marcu 1881.
Pod koniec życia zaczął pisać przeznaczony dla syna pamiętnik; rękopis odnalazła w początku lat 60. XX w. na strychu siostra Wisławy Szymborskiej. Fragmenty zostały opublikowane w „Życiu Literackim” (w związku z setną rocznicą powstania styczniowego), ponadto wykorzystała go Jadwiga Chudzikowska przy pisaniu biografii Bema (wydanej w 1990); całość została wydana w 2000 r., z przedmową Stefana Bratkowskiego (którego prastryj służył w oddziale Szymborskiego).

## Publikacja
- Antoni Szymborski, Burzliwe fortuny obroty. Mój pamiętnik (1831-1881). Kraków 2000,  Wydawnictwo Znak. Wstęp: Stefan Bratkowski. Zamiast posłowia – z Wisławą Szymborską o „Pamiętniku” jej dziadka rozmawia Jerzy Illg. ISBN 83-7006-870-7.